# پل سورن
پل سورن (ویلزی: Pont Hafren) یک پل معلق بر روی رود سورون و رود وای مابین کشورهای انگلستان و ولز است.
این پل که در سال ۱۹۶۶ ساخته شده از روستای اوست، گلاسترشر شروع و در شهرک چپستاو در ولز به پایان میرسد، پل سورن دارای ۱٫۶ کیلومتر طول و ۱۳۶ متر ارتفاع دارد.

## نگارخانه

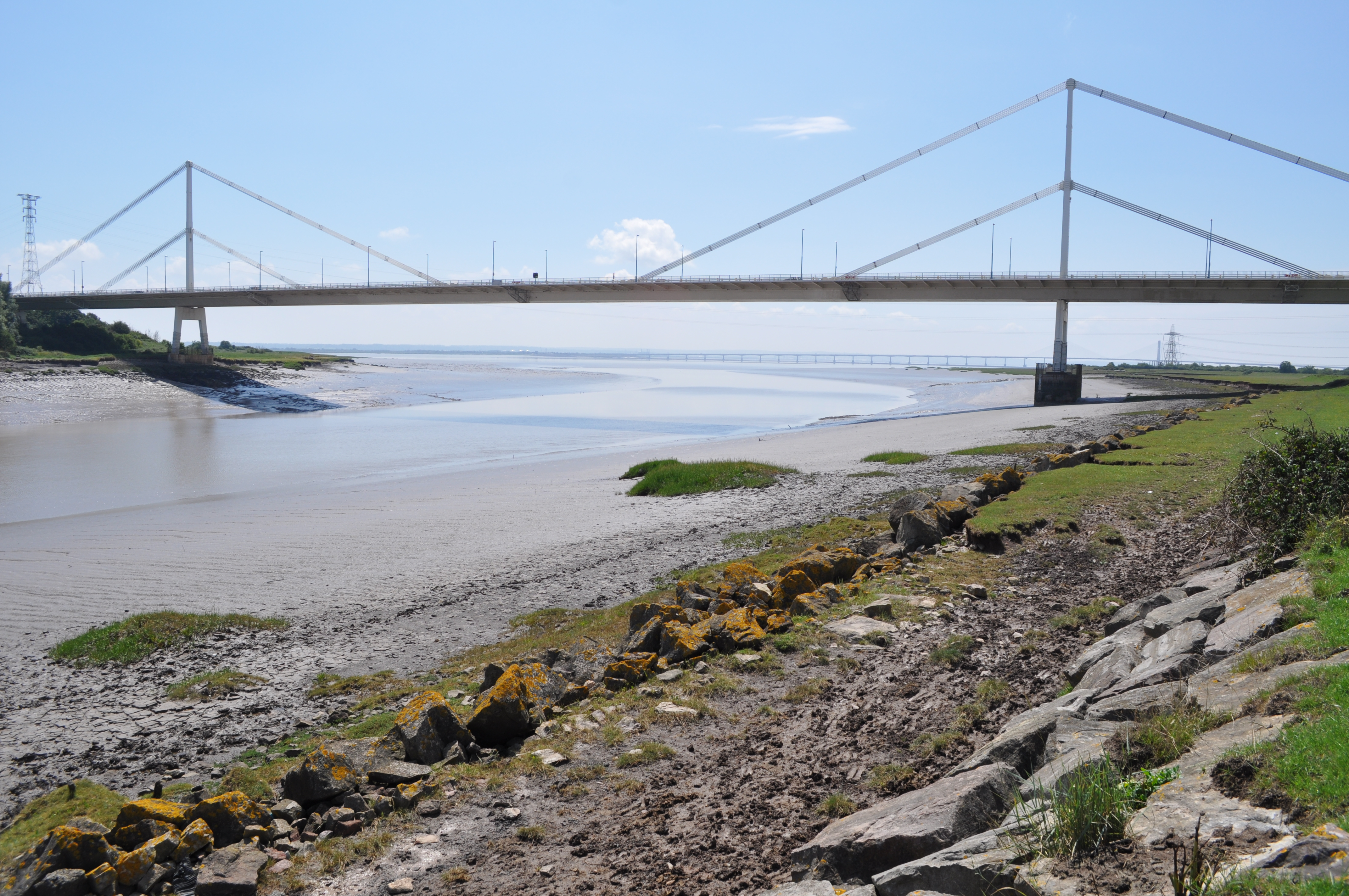
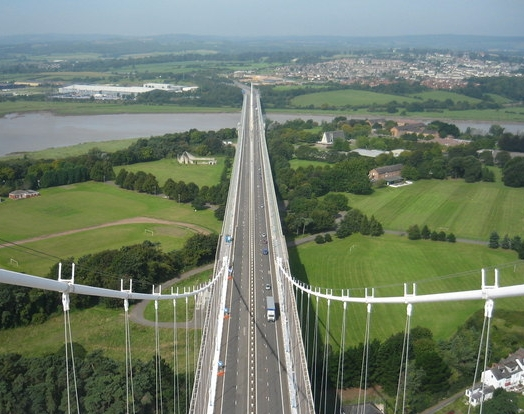
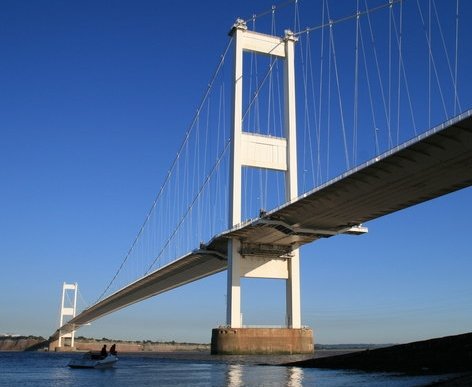
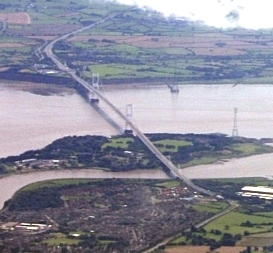